# あの日の茜空の下で
「あの日の茜空の下で」（あのひのあかねぞらのしたで）は、ELEKITER ROUND 0の8枚目のミニアルバム。2015年11月26日にNBCユニバーサル・エンターテイメントジャパンから発売された。

## 概要
豪華盤、通常盤ともにボーナストラックとしてデュエット曲のソロバージョンを収録。
豪華盤には、あの日の茜空の下でのPVとメーキングが収録されたDVDが同梱されている。

## 収録曲
1. あの日の茜空の下で
作詞：日野聡 作曲：西岡和哉
2. サヨナラのハナビ (日野ソロ)
作詞：日野聡 作曲：西岡和哉
3. 常春ノ大華 (立花ソロ)
作詞：立花慎之介 作曲：西岡和哉
4. ガラスの薔薇 
作詞：紗希 作曲：紗希
5. あの日の茜空の下で (日野ver.)
作詞：日野聡 作曲：西岡和哉
6. あの日の茜空の下で (立花ver.)
作詞：日野聡 作曲：西岡和哉
7. ガラスの薔薇 (日野ver.)
作詞：紗希  作曲：紗希
8. ガラスの薔薇 (立花ver.)
作詞：紗希  作曲：紗希

DVD
- 豪華盤のみに同梱。
  1. あの日の茜空の下で PV・メーキング映像収録